# Erebia fuliginosa
Erebia fuliginosa är en fjärilsart som beskrevs av Marten 1948. Erebia fuliginosa ingår i släktet Erebia och familjen praktfjärilar. Inga underarter finns listade i Catalogue of Life.